# 영천역 급수탑
영천역 급수탑은 대한민국 경상북도 영천시 완산동, 영천역에 있는 일제 강점기의 공용 시설이다. 2003년 1월 28일 대한민국의 국가등록문화재 제50호로 지정되었다.

## 개요
1937년에 설치된 것으로 구조체뿐 아니라 출입문 형태를 그대로 원형을 잘 간직하고 있는 등 전형적인 급수탑의 형식을 잘 보여주고 있으며 6.25전쟁 시 총탄의 흔적이 남아 있어 역사적 의미도 있다.

## 같이 보기
- 영천역

## 참고 문헌
- 영천역 급수탑 - 국가유산청 국가유산포털